# 煤炭开采
煤炭开采又稱採煤，是指从地下提取煤炭的过程。煤炭因其能源含量高而受到重视，自19世纪80年代以来，被广泛用于发电。例如钢铁和水泥行业就使用煤炭作为燃料。
近年来，煤矿开采技術有了長足進展，从早期的人工挖掘的隧道、用手推车手动采煤到現今的大型露天矿和长壁矿。这种规模的开采需要用到拖曳机、卡车、输送机、液压千斤頂和剪切机。
煤炭开采业有着悠久的历史，並对当地的生态系统产生了重大的负面影响，例如會对当地社区和工人的健康产生了影响，并使得空气质量日益惡化，加速全球变暖。由于这些原因，煤炭已经成为全球能源中最先被淘汰的化石燃料之一。大多数主要产煤国，如中国、印度尼西亚、印度和澳大利亚，还没有达到生产高峰，因此欧洲和美国的下降的煤炭開採量被這些國家增加的产量所取代。